# Steyr VII

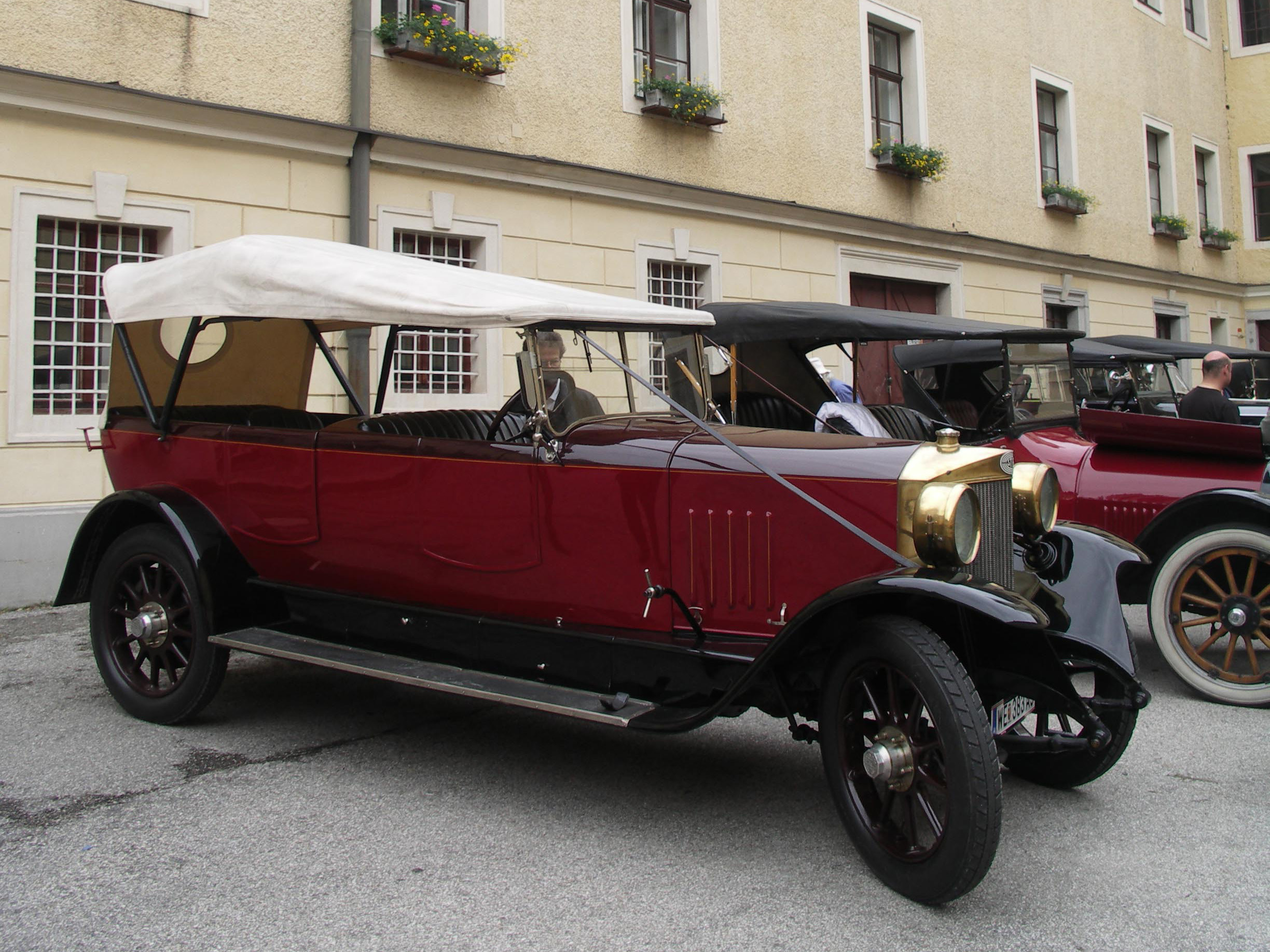
Steyr VII bei Oldtimerrallye 2006

Der Steyr VII ist ein Pkw der Oberklasse, den die Oesterreichische Waffenfabriks-Gesellschaft (ab 1926: Steyr-Werke) als Nachfolger des Modells V 1925 herausbrachte. Der Wagen beruhte auf der Konstruktion seines Vorgängers, hatte aber eine etwas breitere Spur und einen leistungsfähigeren Motor.
Er besaß einen 6-Zylinder-OHC-Reihenmotor vorne eingebaut, der über ein 4-Gang-Getriebe die Hinterräder antrieb. Bis 1929 wurden von diesem Fahrzeug – auch 12/50 PS genannt – 2150 Exemplare hergestellt.

## Technische Daten
| Typ                   | VII                                         |
| Bauzeitraum           | 1925 bis 1929                               |
| Aufbauten             | T4, L4, Ld4                                 |
| Motor                 | 6 Zyl. Reihe 4 Takt                         |
| Ventile               | hängend mit obenliegender Nockenwelle (OHC) |
| Bohrung × Hub         | 80 mm × 110 mm                              |
| Hubraum               | 3325 cm³                                    |
| Leistung (PS)         | 50                                          |
| Leistung (kW)         | 37                                          |
| Verbrauch             |                                             |
| Höchstgeschwindigkeit | 100 km/h                                    |
| Leergewicht           | 1650 kg                                     |
| Zul. Gesamtgewicht    |                                             |
| Elektrik              | 12 Volt                                     |
| Länge                 |                                             |
| Breite                |                                             |
| Höhe                  |                                             |
| Radstand              | 3475 mm                                     |
| Spur vorne / hinten   | 1475 mm / 1475 mm                           |
| Wendekreis            |                                             |

- T4 = 4-türiger Tourenwagen
- L4 = 4-türige Limousine
- Ld4 = 4-türiges Landaulet

## Quelle
- Werner Oswald: Deutsche Autos 1920–1945. Motorbuch Verlag Stuttgart, 10. Auflage, 1996, ISBN 3-87943-519-7